# Beta Hydri
Ne doit pas être confondu avec Beta Hydrae.
Désignations
Beta Hydri (β Hyi / β Hydri) est l'étoile la plus brillante de la constellation de l'Hydre mâle. Sa magnitude apparente est de 2,80.
Située à 24,3 années-lumière de la Terre, Beta Hydri est souvent étudiée car elle pourrait donner des informations sur ce qui pourrait arriver au Soleil dans les prochains 2,5 milliards d'années. Elle est plus grande et légèrement plus massive que ce dernier et possède probablement des planètes.
Aux alentours de -150, cette étoile était à deux degrés seulement du pôle sud céleste. Elle est actuellement l'étoile relativement brillante la plus proche du pôle sud.

## Recherche de planètes
Beta Hydri était classée cinquième dans l'ordre d'importance parmi 100 étoiles comprises dans le projet Terrestrial Planet Finder de la NASA (annulé en 2011) qui avait pour objectif de détecter et d'étudier des planètes telluriques.

## Voir également